# Chaetostricha biclavata
Chaetostricha biclavata är en stekelart som beskrevs av Lin 1994. Chaetostricha biclavata ingår i släktet Chaetostricha och familjen hårstrimsteklar. Inga underarter finns listade i Catalogue of Life.